# Міоценові відклади в Добриводах
«Міоценові відклади в Добриводах» — геологічна пам'ятка природи місцевого значення в Україні. Пам'ятка природи розташована на території Тернопільського району Тернопільської області, с. Добриводи, стінка протяжністю близько 2 км у старому кар'єрі.
Площа — 0,50 га, статус отриманий у 1977 році.
Потужність вапняків коливається від 5 до 22 м, протяжність стінки до 2,5 км. Відслонення має наукове і пізнавальне значення. Пам’ятка природи перебуває у віданні Добриводської сільської ради Збаразького району.